# 皮利亞瓦 (卡尼夫區)
49°42′12″N 31°16′33″E / 49.70333°N 31.27583°E
皮利亞瓦（烏克蘭語：Пилява）是位於烏克蘭中部的村莊，由切爾卡瑟州切爾卡瑟區的斯泰潘齊市鎮負責管轄。該村面積10平方公里，2001年人口70，人口密度每平方公里7人。